# Ларин чертополоховый

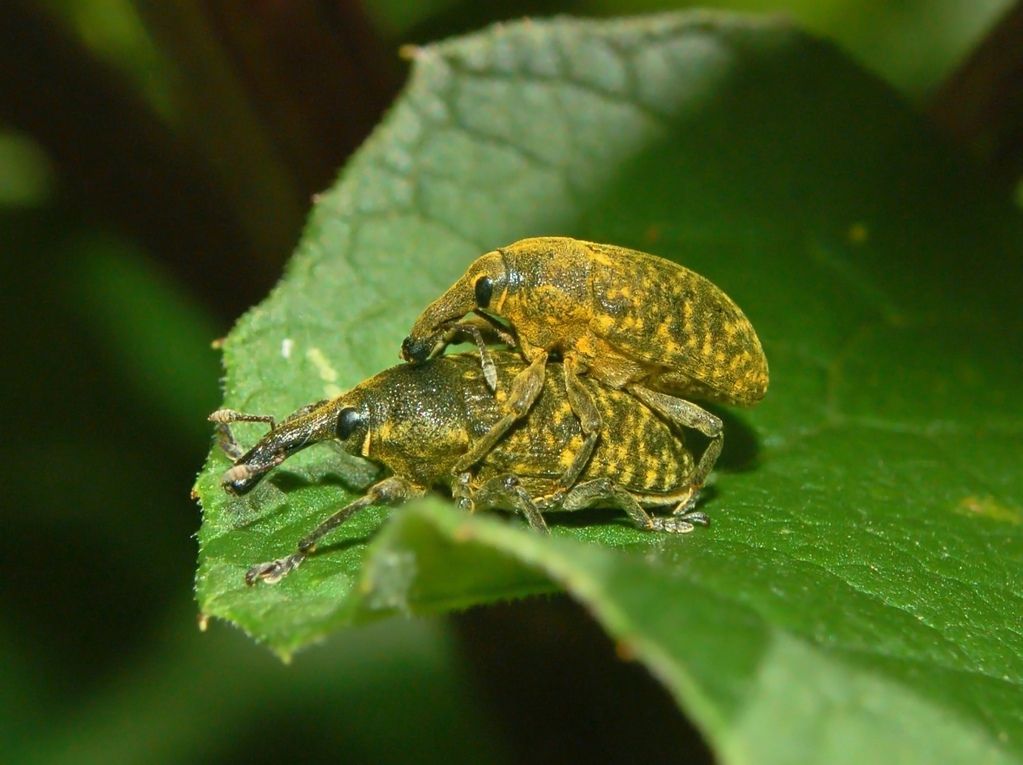
Спаривание

Ларин чертополоховый, или чернополоховый обыкновенный долгоносик (лат. Larinus sturnus) — вид жуков из семейства долгоносиков (Curculionidae).

## Описание
Тело длиной от 8 до 13 мм, продолговато-овальное, чёрное с густым желтым крапом. Усики довольно короткие, их булава нерезко отграничена от жгутика, так как 7-й её членик образует плавный переход. Головотрубка толще передних бёдер, у основания с укороченным килем, покрыта густой и грубо точечно-морщинистой пунктировкой. Голова слегка шире своей длины, с большими овальными или слегка суженными книзу не выпуклыми глазами. Переднеспинка сильно поперечная, у основания более чем в 1.5 раза шире своей длины, с густой и груботочечной скульптурой. Надкрылья продолговато-овальные, у основания заметно шире переднеспинки, покрыты волосяными жёлтыми пятнами.
Вид внешне схож и часто путается с другими представителями рода Ларин, такими как L. jaceae, L. carlinae (L. planus) и ларином коническим (L. turbinatus), которые обычно крупнее ларина чертополохового.

## Распространение
Чертополоховый ларин широко распространён в Европе (кроме Великобритании и Северной Скандинавии), Северной Африке (Марокко, Алжир), странах Центральной Азии, на Ближнем и Среднем Востоке (Иран). В России отмечен в Ленинградской, Московской, Смоленской, Кировской областях, в Удмуртии, Мордовии и других регионах Европейской части России (кроме Севера), на Кавказе и в Закавказье, на юге Западной и Восточной Сибири, на Алтае.

## Экология
Обитает в различных биотопах от пустырей и суходолов до влажных лугов и лесных полян. Часто встречается в рудеральных биотопах, поросших лопухами (Arctium ssp.).

## Кормовые растения
Как и все виды рода, ларин чертополоховый — олигофаг на многих видах крупностебельных сложноцветных (Asteraceae). Наиболее частыми кормовыми растениями для личинок и имаго являются лопух большой (Arctium lappa L.), лопух паутинистый (Arctium tomentosum Mill.), виды родов Бодяк (Cirsium Mill.), Чертополох (Carduus L.), Василёк (Centaurea L.), в связи с чем выделяют три расы чертополохового ларина.

## Биология
С мая взрослые жуки появляются на поверхности. В июне-июле происходит спаривание. Самка откладывает яйца в нижней части молодых нераскрывшихся соцветий кормовых растений, выгрызая в них округлое отверстие, которое остаётся незаделанным. Как правило, в одном соцветии в дальнейшем будет находиться одна личинка, которые находятся непосредственно над цветоложем и питаются незрелыми семенами. В августе появляется имаго нового поколение, которое зимует вне соцветий.